# Västervåsen
Västervåsen är en sjö i Ljusdals kommun i Hälsingland och ingår i Ljusnans huvudavrinningsområde. Sjön har en area på 0,378 kvadratkilometer och ligger 341 meter över havet. Sjön avvattnas av vattendraget Våsån.

## Delavrinningsområde
Västervåsen ingår i det delavrinningsområde (689518-148106) som SMHI kallar för Utloppet av Västervåsen. Medelhöjden är 355 meter över havet och ytan är 7,18 kvadratkilometer. Räknas de 3 avrinningsområdena uppströms in blir den ackumulerade arean 14,55 kvadratkilometer. Våsån som avvattnar avrinningsområdet har biflödesordning 3, vilket innebär att vattnet flödar genom totalt 3 vattendrag innan det når havet efter 193 kilometer. Avrinningsområdet består mestadels av skog (47 procent) och sankmarker (39 procent). Avrinningsområdet har 0,42 kvadratkilometer vattenytor vilket ger det en sjöprocent på 5,9 procent.